# Los Ángeles Negros
 (décembre 2017).
Si vous disposez d'ouvrages ou d'articles de référence ou si vous connaissez des sites web de qualité traitant du thème abordé ici, merci de compléter l'article en donnant les références utiles à sa vérifiabilité et en les liant à la section « Notes et références ».
Los Ángeles Negros (Les Anges Noirs) est un groupe chilien de bolero et pop chilienne formé à San Carlos de Chili en mars 1968. Le groupe a rapidement atteint la renommée internationale. Cependant, en 1973 a commencé une crise qui a abouti à la démission de Germaín de la Fuente en 1974 pour poursuivre un projet personnel au Mexique. Le reste du groupe, dirigé par "Nano" Concha, avec Luis Astudillo à la batterie et avec le nouveau chanteur, Ismael Montes, a poursuivi sa carrière au Chili, en gardant le Mexique comme l'un de ses principaux lieux de présentations. Une nouvelle crise en 1982 a de nouveau divisé la bande qui, malgré les conflits précédents et successifs depuis lors, a réussi à rester en vigueur jusqu'à aujourd'hui. 

## Histoire

### Les premières années et le succès immédiat
Le groupe est né dans la localité de San Carlos, province de Ñuble, en 1968, étant d'abord un ensemble instrumental formé par Cristián Blasser, Mario Gutiérrez (tous deux étudiants de l'école Consolidée) et Sergio Rojas (inspecteur du lycée du peuple). Le groupe, en principe influencé par le rock'n'roll britannique des Beatles, a été baptisé par Rojas comme "les anges noirs", en allusion au groupe Pat Henry et les Blue Devils.
Dans le but de participer à un concours de groupes convoqués par la radio "La Discusión" dans la ville de Chillán, invité à participer en mars de cette même année au jeune chanteur Germaín de la Fuente, qui était alors déjà connu dans la région pour ses participations comme  Chanteur dans divers groupes locaux. Son arrivée signifiait un tour dans le style musical de la bande, le maintien d'une structure de base de roche, mais depuis lors prédomine le boléro et les chansons romantiques. Le nouveau groupe a remporté le concours en juin 1968, battant un autre groupe de renom du peuple, appelé "Los Cangrejos". Le prix consisté en l'édition à Santiago d'un single pour l'Indy Seal, appartenant à Raúl Lara, pianiste de la radio.
Le single avait sur son côté une version du thème "Porque te quiero", le compositeur Orlando Salinas. Aaprès son retour à San Carlos, avec Federico Blasser à la batterie, et avec lui fait quelques présentations dans la région.
Après ce succès initial, à la fin de 1969, la filiale chilienne du label transnational Odeon (maintenant connu sous le nom EMI Music) s'est intéressée au groupe et avec un appel du directeur artistique de la compagnie, Jorge Oñate, le rêve du groupe d'enregistrement a été concrétisé pour une Couverture internationale de l'entreprise. Dans ce premier album, "Porque te quiero", a également participé Miguel Ángel Concha (nano), à la basse, Jorge Gonzalez sur le clavier et Luis Ortiz à la batterie, tous terminé en provenance du Canada. Avec cet album est venu la première invitation à voyager à l'étranger.

### International
En avril 1970, le groupe a été embauché pour effectuer en Equateur, avec beaucoup de succès. En conséquence, Los Angeles Negros ont enregistré leur deuxième production intitulée "Y volveré". Ce nouvel album a étendu les possibilités du groupe à l'étranger, obtenant de nouveaux contrats pour agir au Pérou, Uruguay, Paraguay, Bolivie, Colombie, une partie du Brésil, Venezuela, Amérique centrale, États-Unis, Canada, Porto Rico, République dominicaine, Curaçao, Aruba et enfin, à la fin de 1971, au Mexique, où ils ont établi leur base d'opérations en 1973 et s'est établi définitivement en 1982.
En février 2015, le journal Reforma de Mexico a annoncé que l'ancien chanteur Enrique Castillo vivait comme indigent dans ce pays, dans la municipalité de Naucalpan. Les médias ont révélé que l'ex-membre de la bande vit à l'intérieur d'un Combi avec des pneus bosselés, le verre étoilé et les ordures, et qu'il survit grâce à la charité des voisins et des connaissances qui lui apportent des vêtements et de la nourriture.

## Héritage
Le groupe a influencé plusieurs groupes latino-américains qui ont émergé dans les décennies de 1960 et 1970. Parmi les autres groupes musicaux, les Chiliens peuvent être mentionnés Los Galos, Los Golpes ou Capablanca; Pour les Péruviens Los pasteles verdes et les Vénézuéliens Los Terricolas. Au cours de la décennie 1990, le groupe a également influencé de nouveaux groupes mexicains, appartenant au genre Grupero, qui ont émergé à la frontière avec les États-Unis. Malgré la différence de styles, le groupe a également influencé divers interprètes et des groupes de hip-hop, dont beaucoup ont interprété des versions différente des chansons du groupe. La chanson "El rey y yo" est apparu dans le cadre de la bande originale du jeu vidéo Grand Theft Auto V.

## Discographie

### Albums en studio
| Année | Titre                            | Chant                                     |
| ----- | -------------------------------- | ----------------------------------------- |
| 1969  | Porque te quiero                 | Germaín de la Fuente                      |
| 1970  | Y volveré                        | Germaín de la Fuente                      |
| 1970  | Quiero más de ti                 | Germaín de la Fuente                      |
| 1971  | Esta noche la paso contigo       | Germaín de la Fuente                      |
| 1971  | La cita                          | Germaín de la Fuente                      |
| 1972  | El tren hacia el olvido          | Germaín de la Fuente                      |
| 1972  | Déjenme si estoy llorando        | Germaín de la Fuente                      |
| 1973  | Quédate en mis sueños            | Germaín de la Fuente                      |
| 1974  | Aplaude mi final                 | Germaín de la Fuente                      |
| 1975  | Mi vida como un carrusel         | Ismael Montes                             |
| 1976  | Despacito                        | Ismael Montes                             |
| 1976  | Bolerísimo                       | Ismael Montes                             |
| 1977  | Serenata sin luna                | Óscar Antonio Seín                        |
| 1978  | Pasión y vida                    | Micky Alarcón                             |
| 1979  | Será varón, será mujer           | Micky Alarcón                             |
| 1980  | Tu enamorado                     | Micky Alarcón                             |
| 1981  | Volverás                         | Arturo Muñoz y Guillermo Lynch(cr)        |
| 1982  | Siempre románticos               | Ismael Montes y Enrique Castillo(cr)      |
| 1983  | Locamente mía                    | Ismael Montes y Enrique Castillo(cr)      |
| 1984  | Con alas nuevas                  | Ismael Montes y Eddy Martínez(cr)         |
| 1985  | Prohibido                        | Ismael Montes y Eddy Martínez(cr)         |
| 1990  | El esperado regreso              | Eddy Martínez y Omar Ibarra(cr)           |
| 1991  | De aquí en adelante              | Alfonso Ortega(cr)                        |
| 1996  | Toda una vida                    | Gastón Galdames y José Luis Velázquez(cr) |
| 2003  | Metamorfosis                     | Antonio Saavedra(cr)                      |
| 2014  | En vivo & sin etiqueta           | Antonio Saavedra y Mauricio Ruiz(cr)      |
| 2014  | No morirá jamás - Colaboraciones | Antonio Saavedra y Mauricio Ruiz(cr)      |
| 2016  | Memorias del alma                | Antonio Saavedra y Mauricio Ruiz(cr)      |

### Album en live
- 2010 - En vivo desde Potosu (Antonio Saavedra y Álvaro Tahuilán)

### Compilations
| Année | Titres                   |
| ----- | ------------------------ |
| 1973  | Quédate en mis sueños    |
| 1983  | 20 éxitos originales     |
| 1993  | 15 super éxitos          |
| 2005  | 40 éxitos                |
| 2007  | A México lindo y querido |
| 2007  | 21 grandes éxitos        |